# Forest of Dean (dystrykt)
Forest of Dean – dystrykt w hrabstwie Gloucestershire w Anglii. W 2011 roku dystrykt liczył 81 961 mieszkańców.

## Miasta
- Cinderford
- Coleford
- Lydney
- Mitcheldean
- Newent

## Inne miejscowości
Abenhall, Alvington, Awre, Aylburton, Beachley, Berry Hill, Blaisdon, Blakeney, Brierley, Broadwell, Brockweir, Bromsberrow, Churcham, Clearwell, Coalway, Drybrook, Dymock, Ellwood, English Bicknor, Flaxley, Gorsty Knoll, Hartpury, Hewelsfield, Huntley, Joys Green, Kempley, Lancaut, Littledean, Longhope, Lydbrook, Milkwall, Newland, Newnham, Parkend, Pillowell, Redbrook, Redmarley D'Abitot, Ruardean, Ruardean Hill, Ruardean Woodside, Rudford, Ruspidge, St Briavels, Sedbury, Soudley, Staunton, Staunton Coleford, Symonds Yat, Tidenham, Tutshill, Upleadon, West Dean, Whitecroft, Woodcroft, Woolaston, Yorkley.